# Urones de Castroponce (kommunhuvudort)
Urones de Castroponce är en kommunhuvudort i Spanien.   Den ligger i provinsen Provincia de Valladolid och regionen Kastilien och Leon, i den norra delen av landet, 230 km nordväst om huvudstaden Madrid. Urones de Castroponce ligger 751 meter över havet och antalet invånare är 145.
Terrängen runt Urones de Castroponce är platt. Runt Urones de Castroponce är det glesbefolkat, med 8 invånare per kvadratkilometer. Närmaste större samhälle är Mayorga, 7,7 km norr om Urones de Castroponce. Trakten runt Urones de Castroponce består till största delen av jordbruksmark.